# Great While It Lasted
Great While It Lasted er en amerikansk stumfilm fra 1915 af Hal Roach.

## Medvirkende
- Harold Lloyd som Byron Beanskin
- Gene Marsh.
- Snub Pollard som Hugo Snubb
- Bebe Daniels.
- Arthur Harrison.